# ラスト・ホールド!
『ラスト・ホールド！』は、2018年5月12日に公開された日本映画。塚田僚一の映画初主演作。ボルダリングを題材に大学生の青春を描いた作品である。

## 概要
東京オリンピック (2020年)の正式競技種目となった「スポーツクライミング」の一種目、ボルダリングを題材にしており、ボルダリングシーンは出演者が吹替えなしで行っている。『SASUKE』にも出場し、高い身体能力の持ち主であるA.B.C-Zの塚田僚一が主演を務め、ジャニーズ事務所の後輩であり、アクロバットを得意とするジャニーズJr.のユニット・Snow Manの6人と共演した。出演者は3カ月間ボルダリングの練習を行い、10日間の撮影に挑んだ。
第21回上海国際映画祭パノラマ部門の正式招待作品である。

## キャスト
岡島健太郎
演 - 塚田僚一（A.B.C-Z）（幼少期：渡邊紘）
取手坂大学4年生。ボルダリング部の主将。ボルダリングに情熱をかけている。
河口亮二
演 - 岩本照（Snow Man / ジャニーズJr.）（幼少期：小林颯）
取手坂大学ボルダリング部の新入部員。唯一の経験者だが、一匹狼タイプ。
新井武蔵
演 - 深澤辰哉（Snow Man / ジャニーズJr.）
取手坂大学ボルダリング部の新入部員。津軽弁の自然派男子。
桃田渉
演 - 渡辺翔太（Snow Man / ジャニーズJr.）
取手坂大学ボルダリング部の新入部員。失恋中で気が短い。
高井戸仁太
演 - 宮舘涼太（Snow Man / ジャニーズJr.）
取手坂大学ボルダリング部の新入部員。見せ筋肉を持つ元ドラマー。
桑本由人
演 - 佐久間大介（Snow Man / ジャニーズJr.）
取手坂大学ボルダリング部の新入部員。ネアカでダンスが好き。
中道学
演 - 阿部亮平（Snow Man / ジャニーズJr.）
取手坂大学ボルダリング部の新入部員。潔癖症のゲーマー。
大島徹
演 - 勝村政信
ライバルである昇竜大学ボルダリング部のコーチ。
桜庭
演 - 今野誠二郎
昇竜大学ボルダリング部の部員。
轟木
演 - 荒木次元
昇竜大学ボルダリング部の部員。
田原
演 - 永野宗典
取手坂大学ボルダリング部のOB。
八木
演 - 駒木根隆介
取手坂大学ボルダリング部のOB。
アケミ
演 - 飯田祐真
桃田の元カノ。
- 楢﨑智亜（特別出演）

## スタッフ
- 監督：真壁幸紀
- 脚本：川浪ナミヲ、高見健次
- 撮影：葛西幸祐
- 美術：西村貴志
- ヘアメイク：西村佳苗子
- 照明：谷本幸治
- 音楽：眞鍋昭大
- プロデューサー：岡村紘野[6]
- 主題歌：A.B.C-Z「Future Light」(ポニーキャニオン）[1]

## 関連商品

### ノベライズ
- 『ラスト・ホールド！』（2018年5月7日) ISBN 9784092312326

松井香奈により小学館ジュニア文庫から刊行された。

### 映像ソフト
本作のBlu-ray&DVDは豪華版（初回生産限定）と通常盤の2種類で2018年11月7日に発売された。豪華版に付属する特典ディスクには、メイキング映像やイベント映像集（完成披露舞台挨拶・初日舞台挨拶・舞台挨拶ライブビューイング映像）が収録される。